# Stereodytis crithina
Stereodytis crithina är en fjärilsart som beskrevs av Edward Meyrick 1914. Stereodytis crithina ingår i släktet Stereodytis och familjen praktmalar, Oecophoridae. Inga underarter finns listade i Catalogue of Life.